# .cu
.cu je vrhovna internetska domena (country code top-level domain - ccTLD) za Kubu. Domenom upravljaju Cuba-NIC i CENIAInternet.

## Vanjske poveznice
- IANA .cu whois informacija  Arhivirana inačica izvorne stranice od 21. kolovoza 2008. (Wayback Machine)